# Mawson Peak

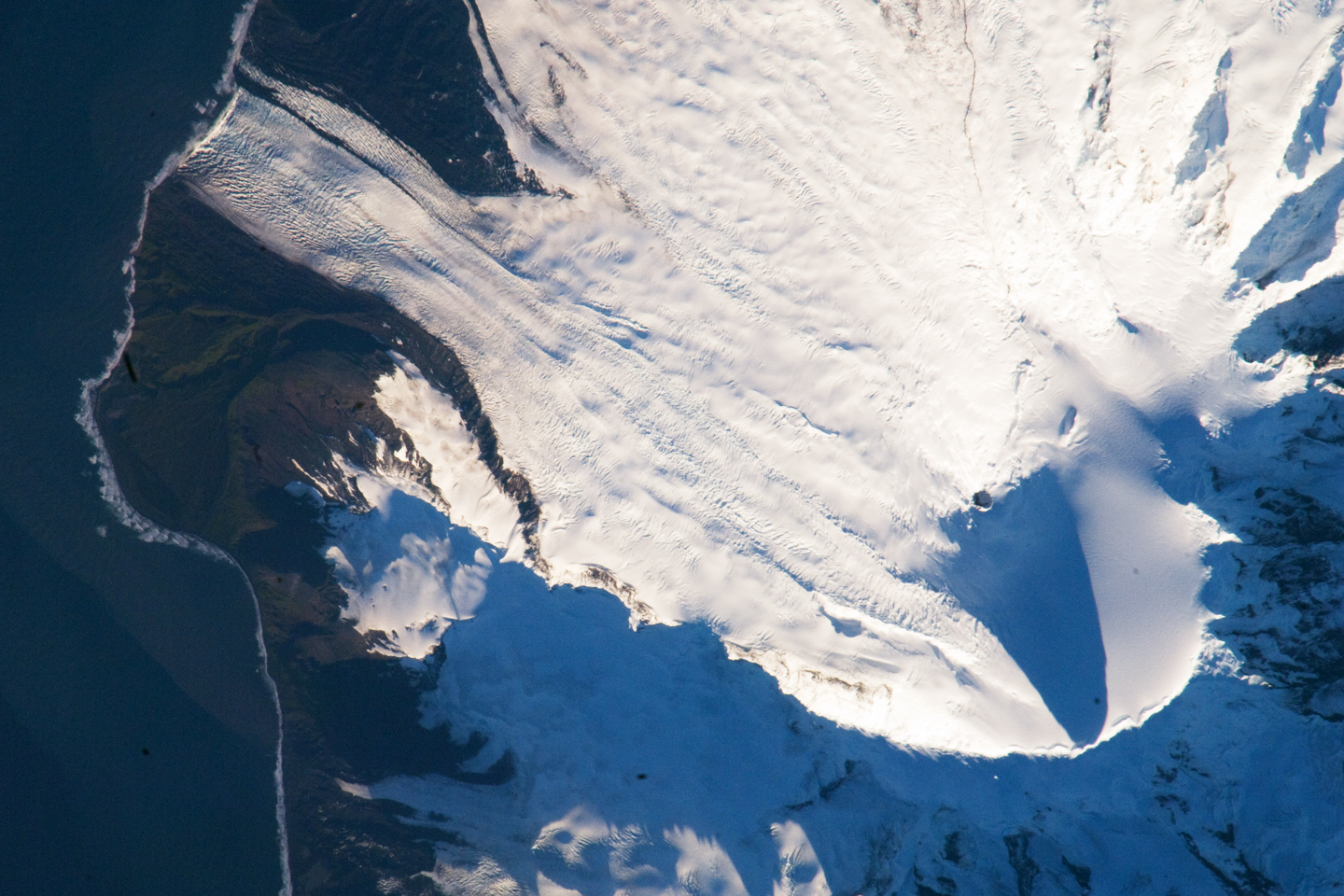
Mawson Peak, Heard Island, a la punta sud de l'illa Heard

El Pic Mawson, Mawson Peak, és una muntanya i volcà actiu situat a Heard Island, a Austràlia. Té una altitud de 2.745 m i és el segon cim més alt d'Austràlia, és més alt que el Mont Kosciuszko (2.228 m) i només el supera els 3.490 m del Mont McClintock situat al Territori Antàrtic Australià. Es troba al massís Big Ben.
El nom se li va donar l'any 1948 en honor del geòleg australià Sir Douglas Mawson, el director de la BANZARE 1929-31, que va visitar l'illa el desembre de 1929.
El 20 de febrer de 1950, Thomas Gratton (Tim) a bord del vaixell HMAS Lebuan, observà que el Mawson Peak era un volcà actiu.
La temporada 1964/65 una expedició dirigida per Major Warwick Deacock, va fer-ne la primera ascensió.